# Olve Eikemo
Olve Eikemo, művésznevén Abbath Doom Occulta, rövidebben Abbath (Bergen, 1973. június 27. –) norvég zenész, az Immortal, az I, az Abbath együttes és az Old Funeral alapítója, a black metal stílus nevezetes képviselője. Főleg gitárosként és énekesként ismerik, azonban két Immortal-albumot: a Pure Holocaust-t és a Battles in the North-t teljes egészében dobolta fel.

## Gyermekkora
Abbath a Hordaland megyei Os községben nőtt fel. Gyermekként a Kiss nagy rajongója volt. Az első heavy metal album, amit hallott a Creatures of the Night volt, aminek hallgatása közben Abbath saját bevallása szerint „halhatatlannak” érezte magát, innen találta ki az Immortal (magyarul halhatatlan) együttes nevét.

## Zenei pályafutása
Abbath zenei pályafutása az Old Funeral zenekar 1988-as alapításával kezdődött, Tore Bratseth társaságában. A zenekarban megfordult Demonaz Doom Occulta és Varg Vikernes is. Ezzel párhuzamosan működött a Satanael zenekar is Abbath és Demonaz közreműködésével, azonban rendkívül rövid életű volt. 1988-ban még az Amputation nevű death metal formáció is létrejött, azonban két demó után ez is feloszlott. Ezek az együttesek tekinthetők az Immortal elődjeinek.

### Az Immortal első szünet nélküli működése (1990–2003)
Az Immortal 1990 őszén jött létre, és a folyamatos felállásváltozás miatt Abbath az összes zenekari posztot töltötte már be. Hosszú ideig az együttes első inkarnációjában Eikemo basszusgitár mellett énekelt, továbbá stúdióban dobolt, amíg Demonaz gitározott. Ez Horgh 1996-os csatlakozásáig volt így.
1996-ban Abbath megalapította a Bömbers nevű Motörhead-tribute zenekart basszusgitáros-énekesként, az együttes máig létezik.
Azonban később újabb problémák támadtak a felállással, mivel 1997-ben a Blizzard Beasts album megjelenése után Demonaznál akut ínhüvelygyulladást diagnosztizáltak, így nem tudta folytatni a gitározást, azonban dalszövegíróként folytatta tagságát. Amiért a zenekar kiadója azt mondta, hogy be kell fejezniük a lemezbemutató turnéjukat, Abbath basszusgitár helyett gitározott, továbbá bevette a zenekar Ares basszusgitárost, aki a turné befejezte után kilépett, hogy saját zenekarára koncentráljon. Az At the Heart of Winter albumon Abbathnak egyedül kellett a gitár és basszusgitár sávokat felvenni, majd 1999-ben csatlakozott Iscariah (Stian Smørholm) basszusgitáros, aki három évig volt a zenekar tagja, mind stúdióban, mint turnékon.
2003-ban Abbath vendégszerepelt a Dimmu Borgir Death Cult Armageddon albumán, nem sokkal később ebben az évben pedig egy időre feloszlott az Immortal.

### Az Immortal feloszlása, majd újraalapítása (2003–2014)
2005 áprilisában Abbath megalapította az I névre hallgató supergroupját olyan zenészekkel, mint King ov Hell volt Gorgoroth-basszusgitáros vagy az Enslaved gitárosa, Ice Dale. A debütalbumuk 2006-ban jelent meg, Between Two Worlds címmel.
Az Immortal 2006 nyarán vált újra aktívvá, amikor megjelentek az első új koncertdátumai. Abbath, Horgh és Demonaz mellett Apollyon vett részt az új felállásban, ami stabil maradt egészen 2014 végéig, amikor a zenekar tagjai között egy jogi vita jött létre.

### Kiválás az Immortalból és az új projekt (2014–napjainkig)
A 2014-ben kezdődött jogi vita addig húzódott, amíg feloszlani nem látszott az Immortal, mivel Eikemo új projektet indított, ami saját magáról elnevezve az Abbath nevet viseli. Olyan zenészekkel kezdett neki a zenekarnak, mint King ov Hell és Creature az egykori God Seedből. Demonaz és Horgh 2015 nyarán tisztázta, hogy az Immortal Abbath nélkül megy tovább. Eikemo új együttese olyan gyorsan haladt a zeneírással, hogy már számos koncerten vannak túl, és 2016. január 22-én megjelent első nagylemezük, az Abbath.

## Diszkográfia

### Immortal
- Diabolical Fullmoon Mysticism (1992)
- Pure Holocaust (1993)
- Battles in the North (1995)
- Blizzard Beasts (1997)
- At the Heart of Winter (1999)
- Damned in Black (2000)
- Sons of Northern Darkness (2002)
- All Shall Fall (2009)

### I
- Between Two Worlds (2006)

### Abbath
- Abbath (2016)
- Outstrider (2019)
- Dread Reaver (2022)

### Dimmu Borgir
- Death Cult Armageddon (2003) – háttérének a „Progenies of the Great Apocalypse” és a „Heavenly Perverse” dalokon

### Enslaved
- Isa (2004) – háttérének a  „Lunar Force” dalon

### The Batallion
- Stronghold Of Men (2008)  háttérének a  „Detonate” és a  „Man To Man (Warfare)” dalokon

## Fordítás
- Ez a szócikk részben vagy egészben  az   Olve Eikemo című angol Wikipédia-szócikk ezen változatának fordításán alapul.  Az eredeti cikk szerkesztőit annak laptörténete sorolja fel. Ez a jelzés csupán a megfogalmazás eredetét és a szerzői jogokat jelzi, nem szolgál a cikkben szereplő információk forrásmegjelöléseként.